# Connétable de Portugal
La dignité de connétable (condestável) de Portugal est créée en 1382 par le roi Ferdinand Ier en remplacement de celle d’Alferes de Portugal. Le connétable, second personnage du royaume après le roi, a la haute main sur l’armée, qu’il commande en l’absence du souverain. Ce dernier attribue toujours la dignité de connétable à sa propre initiative. Toutefois après l’arrivée sur le trône du connétable Jean de Bragance, la fonction devient purement honorifique.

## Liste des connétables de Portugal

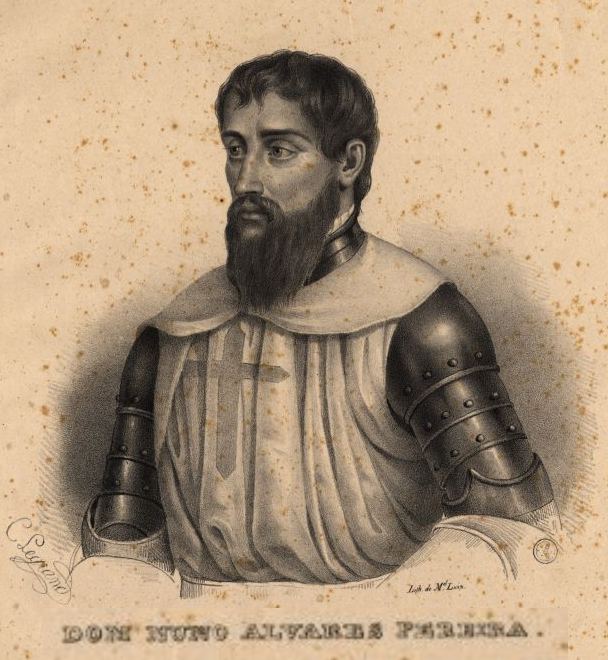
Don Nuno Álvares Pereira, le Saint Connétable.

1. Álvaro Pires de Castro, comte d'Arraiolos (1382-1384)
2. Nuno Álvares Pereira, le Saint Connétable (1384-1431)
3. Jean de Portugal (1431-1442)
4. Diogo, infant de Portugal, son fils (1442-1443)
5. Pierre de Coimbra, prétendant au trône d'Aragon, dit le roi des Catalans (1443-1466)
6. Ferdinand de Portugal, 2e duc de Viseu, 1er duc de Beja (1466-1470)
7. Jean de Bragance, marquis de Montemor-o-Novo (1470-?)
8. João, infant de Portugal, 3e duc de Viseu, 2e duc de Beja (?-1504)
9. Louis, infant de Portugal, 4e duc de Beja (?-1555)
10. Édouard, infant de Portugal, duc de Guimarães (1555-1576)
11. Jean Ier, duc de Bragance (1576-1581)
12. Ferdinand Alvare de Tolède, 3e duc d'Albe (1581-1582)
13. Théodose II, duc de Bragance (1582-1630)
14. Jean II, duc de Bragance (1630-1640)
15. Francisco de Melo, marquis de Ferreira (1640-1645)
16. Pierre de Portugal (1648-1668)
17. Nuno Álvares Pereira de Melo, 1er duc de Cadaval (1668-1727)
18. François, infant de Portugal, duc de Beja (1627-1742)
19. Jean de Portugal (?-1792)
20. Michel de Portugal (1821-1824)
21. Nuno Caetano Álvares Pereira de Melo, duc de Cadaval (1824-1837)
22. António de Vasconcelos e Sousa, marquis de Castelo Melhor (?-1858)
23. Louis de Portugal (1858-1861)
24. João, infant de Portugal, duc de Beja (1861)
25. Alphonse de Bragance, duc de Porto (1865-1910)